# Eleccions municipals al País Valencià del 2007
Les eleccions municipals al País Valencià del 2007 van ser uns comicis celebrats el 27 de maig d'aquell any per renovar els alcaldes del País Valencià. El partit amb més vots va ser el Partit popular.

## Resultats generals
|  | Partit Popular de la Comunitat Valenciana (PPCV)     | 47,26 | 2768 |  |  |
|  | Partit Socialista del País Valencià (PSPV-PSOE)      | 35,25 | 2069 |  |  |
|  | Esquerra Unida del País Valencià-Acord (ACORD)       | 4,25  | 129  |  |  |
|  | Bloc Nacionalista Valencià (BLOC)                    | 4,11  | 261  |  |  |
|  | Compromís pel País Valencià (COMPROMÍS)              | 1,17  | 39   |  |  |
|  | Coalició Valenciana (CVa)                            | 0,94  | 20   |  |  |
|  | Independents                                         | 0,87  | 145  |  |  |
|  | Unió Valenciana - Els Verds Ecopacifistes (UV-LVE)   | 0,85  | 29   |  |  |
|  | Partit Socialdemòcrata (PSD)                         | 0,65  | 18   |  |  |
|  | Esquerra Republicana del País Valencià (ESQUERRA-AM) | 0,44  | 5    |  |  |
|  | Els Verds del País Valencià (EVPV)                   | 0,31  | 7    |  |  |
|  | Iniciativa Independent (I.I.)                        | 0,18  | 14   |  |  |
|  | España 2000 (E-2000)                                 | 0,16  | 2    |  |  |
|  | Centro Liberal (CL)                                  | 0,08  | 3    |  |  |
|  | Unión Centrista Liberal (UCL)                        | 0,07  | 1    |  |  |
|  | Els Verds d'Europa (LVE)                             | 0,07  | 2    |  |  |
|  | Centro Democrático Liberal (CDL)                     | 0,05  | 1    |  |  |
|  | Units per València (UxV)                             | 0,05  | 2    |  |  |
|  | Unión Centro Liberal (UNIÓN Centro Liberal)          | 0,04  | 4    |  |  |
|  | Organització Independent Valenciana (OIV)            | 0,04  | 3    |  |  |
|  | Acción Republicana Democrática Española (ARDE)       | 0,03  | 2    |  |  |

## Resultats a les comarques i capitals
En negreta, partits al Govern local.

### Comarques del nord

#### Els Ports

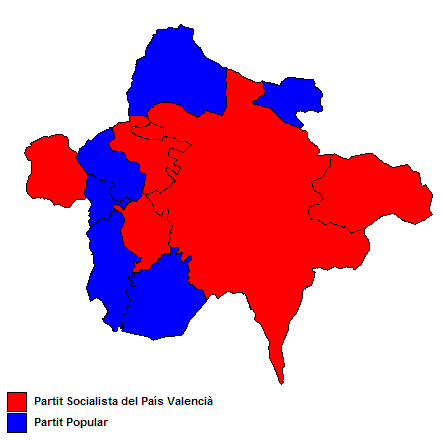
Partits polítics més votats per municipi al 2007 als Ports

Resum Eleccions Municipals 2007 als Ports
| Candidatures | Candidatures                                    | Reg. 2007 | % Vot 2007 | Cons. 2007 | Reg. 2003 | % Vot 2003 | Cons. 2003 |
| ------------ | ----------------------------------------------- | --------- | ---------- | ---------- | --------- | ---------- | ---------- |
|              | Partit Socialista del País Valencià (PSPV-PSOE) | 33        | 56,69      | 6          | 26        | 53,06      | 7          |
|              | Partit Popular de la Comunitat Valenciana (PP)  | 32        | 42,71      | 7          | 35        | 46,94      | 6          |

Morella - 11 regidors (majoria absoluta: 6)
| Candidatures | Candidatures                                     | % Vot 2007 | Reg. 2007 | % Vot 2003 | Reg. 2003 |
| ------------ | ------------------------------------------------ | ---------- | --------- | ---------- | --------- |
|              | Partit Socialista del País Valencià (PSPV-PSOE)  | 60,20      | 7         | 57,42      | 6         |
|              | Partit Popular de la Comunitat Valenciana (PPCV) | 39,80      | 4         | 42,58      | 5         |
|              | En blanc                                         | 2,5        | -         | 1,8        | -         |

#### El Baix Maestrat

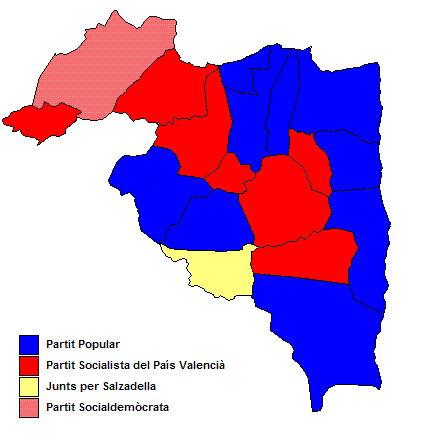
Partits polítics més votats per municipi al 2007 al Baix Maestrat

Resum Eleccions Municipals 2007 al Baix Maestrat
| Candidatures | Candidatures                                    | Reg. 2007 | % Vot 2007 | Cons. 2007 | Reg. 2003 | % Vot 2003 | Cons. 2003 |
| ------------ | ----------------------------------------------- | --------- | ---------- | ---------- | --------- | ---------- | ---------- |
|              | Partit Popular de la Comunitat Valenciana (PP)  | 84        | 47,49      | 9          | 82        | 43,09      | 8          |
|              | Partit Socialista del País Valencià (PSPV-PSOE) | 62        | 30,48      | 7          | 64        | 33,40      | 9          |
|              | Altres                                          | 16        | 10,82      | 1          | 16        | 8,30       | 1          |
|              | Bloc Nacionalista Valencià (BLOC)               | 4         | 6,29       | 0          | 11        | 10,27      | 0          |
|              | Partit Socialdemòcrata (PSD)                    | 4         | 0,29       | 1          | -         | -          | -          |

Vinaròs - 21 regidors (majoria absoluta: 11)
| Candidatures | Candidatures                                     | % Vot 2007 | Reg. 2007 | % Vot 2003 | Reg. 2003 |
| ------------ | ------------------------------------------------ | ---------- | --------- | ---------- | --------- |
|              | Partit Popular de la Comunitat Valenciana (PPCV) | 40,96      | 10        | 37,43      | 9         |
|              | Partit Socialista del País Valencià (PSPV-PSOE)  | 29,36      | 7         | 34,10      | 8         |
|              | Partit de Vinaròs Independent (PVI)              | 15,11      | 3         | 13,91      | 3         |
|              | Bloc Nacionalista Valencià (BNV)                 | 6,72       | 1         | 6,82       | 1         |
|              | Altres                                           | 7,85       | -         | 7,74       | -         |
|              | En blanc                                         | 1,9        | -         | 2,0        | -         |

#### L'Alt Maestrat

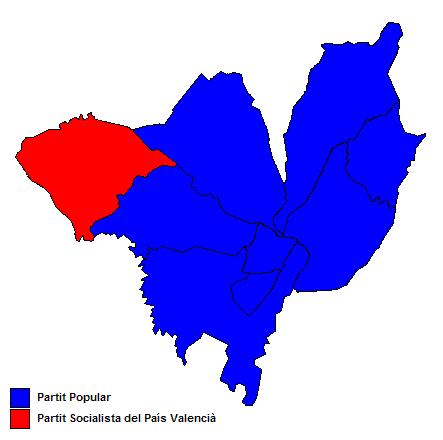
Partits polítics més votats per municipi al 2007 a l'Alt Maestrat

Resum Eleccions Municipals 2007 a l'Alt Maestrat
| Candidatures | Candidatures                                    | Reg. 2007 | % Vot 2007 | Cons. 2007 | Reg. 2003 | % Vot 2003 | Cons. 2003 |
| ------------ | ----------------------------------------------- | --------- | ---------- | ---------- | --------- | ---------- | ---------- |
|              | Partit Popular de la Comunitat Valenciana (PP)  | 44        | 56,64      | 8          | 40        | 51,08      | 6          |
|              | Partit Socialista del País Valencià (PSPV-PSOE) | 21        | 42,89      | 1          | 19        | 32,78      | 3          |

Albocàsser - 9 regidors (majoria absoluta: 5)
| Candidatures | Candidatures                                     | % Vot 2007 | Reg. 2007 | % Vot 2003 | Reg. 2003 |
| ------------ | ------------------------------------------------ | ---------- | --------- | ---------- | --------- |
|              | Partit Popular de la Comunitat Valenciana (PPCV) | 100,00     | 9         | 72,77      | 7         |
|              | Partit Socialista del País Valencià (PSPV-PSOE)  | -          | -         | 27,23      | 2         |
|              | En blanc                                         | 16,3       | -         | 1,1        | -         |

#### La Plana Alta

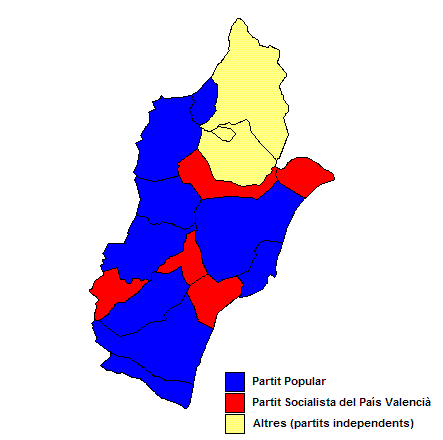
Partits polítics més votats per municipi al 2007 a la Plana Alta

Resum Eleccions Municipals 2007 a la Plana Alta
| Candidatures | Candidatures                                    | Reg. 2007 | % Vot 2007 | Cons. 2007 | Reg. 2003 | % Vot 2003 | Cons. 2003 |
| ------------ | ----------------------------------------------- | --------- | ---------- | ---------- | --------- | ---------- | ---------- |
|              | Partit Popular de la Comunitat Valenciana (PP)  | 95        | 47,53      | 10         | 95        | 48,73      | 13         |
|              | Partit Socialista del País Valencià (PSPV-PSOE) | 68        | 37,67      | 4          | 68        | 35,92      | 4          |
|              | Bloc Nacionalista Valencià (BLOC)               | 10        | 6,49       | 0          | 9         | 7,34       | 0          |
|              | Esquerra Unida-Acord (ACORD)                    | 2         | 3,40       | 0          | 2         | 3,50       | 0          |
|              | Altres                                          | 16        | 2,98       | 3          | 3         | 1,24       | 0          |

Castelló de la Plana - 27 regidors (majoria absoluta: 14)
| Candidatures | Candidatures                                     | % Vot 2007 | Reg. 2007 | % Vot 2003 | Reg. 2003 |
| ------------ | ------------------------------------------------ | ---------- | --------- | ---------- | --------- |
|              | Partit Popular de la Comunitat Valenciana (PPCV) | 48,86      | 14        | 50,15      | 15        |
|              | Partit Socialista del País Valencià (PSPV-PSOE)  | 39,40      | 12        | 35,63      | 10        |
|              | Bloc Nacionalista Valencià (BNV)                 | 5,28       | 1         | 6,75       | 2         |
|              | Altres                                           | 6,46       | -         | 7,46       | -         |
|              | En blanc                                         | 1,9        | -         | 2,0        | -         |

#### La Plana Baixa

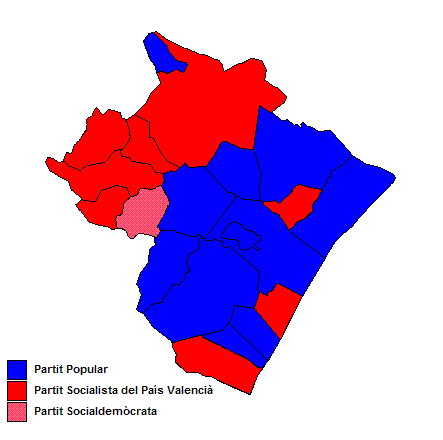
Partits polítics més votats per municipi al 2007 a la Plana Baixa

Resum Eleccions Municipals 2007 a la Plana Baixa
| Candidatures | Candidatures                                      | Reg. 2007 | % Vot 2007 | Cons. 2007 | Reg. 2003 | % Vot 2003 | Cons. 2003 |
| ------------ | ------------------------------------------------- | --------- | ---------- | ---------- | --------- | ---------- | ---------- |
|              | Partit Popular de la Comunitat Valenciana (PP)    | 111       | 44,42      | 11         | 104       | 42,75      | 8          |
|              | Partit Socialista del País Valencià (PSPV-PSOE)   | 100       | 36,56      | 8          | 99        | 36,01      | 11         |
|              | Bloc Nacionalista Valencià (BLOC)                 | 6         | 5,54       | 0          | 11        | 7,74       | 0          |
|              | Altres                                            | 7         | 4,46       | 0          | 6         | 3,70       | 0          |
|              | Esquerra Unida-Acord (ACORD)                      | 2         | 2,85       | 0          | 6         | 5,71       | 0          |
|              | Compromís pel País Valencià (COMPROMÍS)           | 2         | 1,69       | 0          | -         | -          | -          |
|              | Coalició Valenciana (CVa)                         | 1         | 1,43       | 0          | -         | -          | -          |
|              | Unió Valenciana- Els Verds Ecopacifistes (UV-LVE) | 4         | 0,98       | 0          | 6         | 3,82       | 0          |
|              | Partit Socialdemòcrata (PSD)                      | 2         | 0,79       | 1          | 2         | 0,07       | 1          |
|              | España 2000 (E-2000)                              | 1         | 0,65       | 0          | -         | -          | -          |

Borriana - 21 regidors (majoria absoluta: 11)
| Candidatures | Candidatures                                     | % Vot 2007 | Reg. 2007 | % Vot 2003 | Reg. 2003 |
| ------------ | ------------------------------------------------ | ---------- | --------- | ---------- | --------- |
|              | Partit Popular de la Comunitat Valenciana (PPCV) | 43,49      | 11        | 46,90      | 11        |
|              | Partit Socialista del País Valencià (PSPV-PSOE)  | 35,40      | 8         | 32,23      | 7         |
|              | Ciutadans Independents per Burriana (CIBUR)      | 6,46       | 1         | -          | -         |
|              | Coalició Valenciana (CVa)                        | 5,20       | 1         | -          | -         |
|              | Unió Valenciana (UV)                             | 2,46       | -         | 8,56       | 2         |
|              | Bloc Nacionalista Valencià (BNV)                 | 5,05       | -         | 8,47       | 1         |
|              | Altres                                           | 1,94       | -         | 3,84       | -         |
|              | En blanc                                         | 1,8        | -         | 2,1        | -         |

#### L'Alcalatén

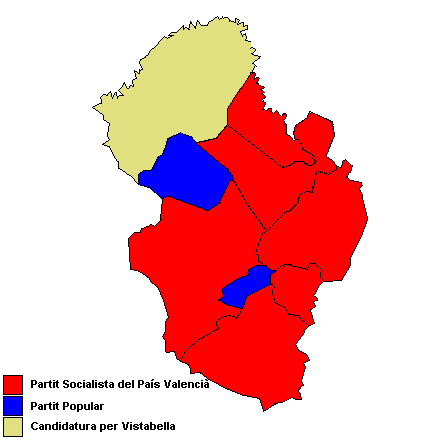
Partits polítics més votats per municipi al 2007 a l'Alcalatén

Resum Eleccions Municipals 2007 a l'Alcalatén
| Candidatures | Candidatures                                    | Reg. 2007 | % Vot 2007 | Cons. 2007 | Reg. 2003 | % Vot 2003 | Cons. 2003 |
| ------------ | ----------------------------------------------- | --------- | ---------- | ---------- | --------- | ---------- | ---------- |
|              | Partit Socialista del País Valencià (PSPV-PSOE) | 35        | 44,26      | 6          | 36        | 53,35      | 5          |
|              | Partit Popular de la Comunitat Valenciana (PP)  | 33        | 39,36      | 2          | 27        | 33,72      | 4          |
|              | Altres                                          | 5         | 7,05       | 1          | 1         | 5,06       | 0          |
|              | Bloc Nacionalista Valencià (BLOC)               | 2         | 5,60       | 0          | 1         | 1,28       | 0          |

l'Alcora - 17 regidors (majoria absoluta: 9)
| Candidatures | Candidatures                                     | % Vot 2007 | Reg. 2007 | % Vot 2003 | Reg. 2003 |
| ------------ | ------------------------------------------------ | ---------- | --------- | ---------- | --------- |
|              | Partit Socialista del País Valencià (PSPV-PSOE)  | 41,52      | 8         | 52,18      | 7         |
|              | Partit Popular de la Comunitat Valenciana (PPCV) | 33,43      | 6         | 33,23      | 5         |
|              | Bloc Nacionalista Valencià (BNV)                 | 9,83       | 3         | 1,78       | -         |
|              | Alternativa Independent per l'Alcora (AIPL'A)    | 9,42       | 1         | 8,82       | 1         |
|              | Altres                                           | 5,81       | -         | 3,99       | -         |
|              | En blanc                                         | 2,0        | -         | 1,8        | -         |

### Comarques de l'Interior

#### L'Alt Millars

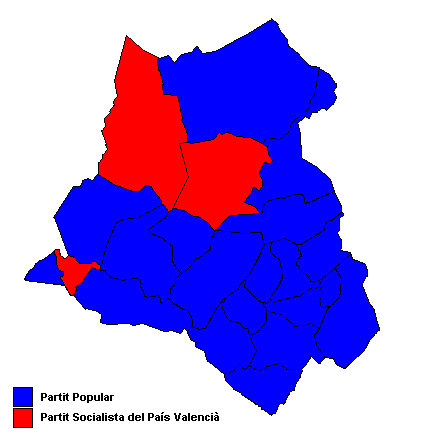
Partits polítics més votats per municipi al 2007 a l'Alt Millars

Resum Eleccions Municipals 2007 a l'Alt Millars
| Candidatures | Candidatures                                    | Reg. 2007 | % Vot 2007 | Cons. 2007 | Reg. 2003 | % Vot 2003 | Cons. 2003 |
| ------------ | ----------------------------------------------- | --------- | ---------- | ---------- | --------- | ---------- | ---------- |
|              | Partit Popular de la Comunitat Valenciana (PP)  | 76        | 65,93      | 19         | 71        | 70,28      | 19         |
|              | Partit Socialista del País Valencià (PSPV-PSOE) | 21        | 31,58      | 3          | 21        | 28,87      | 3          |
|              | Partit Independent Cortes i Sant Vicent (PICSV) | 1         | 1,11       | 0          | -         | -          | -          |

Cirat - 7 regidors (majoria absoluta: 4)
| Candidatures | Candidatures                                     | % Vot 2007 | Reg. 2007 | % Vot 2003 | Reg. 2003 |
| ------------ | ------------------------------------------------ | ---------- | --------- | ---------- | --------- |
|              | Partit Popular de la Comunitat Valenciana (PPCV) | 51,27      | 4         | 53,91      | 4         |
|              | Partit Socialista del País Valencià (PSPV-PSOE)  | 48,73      | 3         | 46,09      | 3         |
|              | En blanc                                         | 1,0        | -         | 0,4        | -         |

#### L'Alt Palància

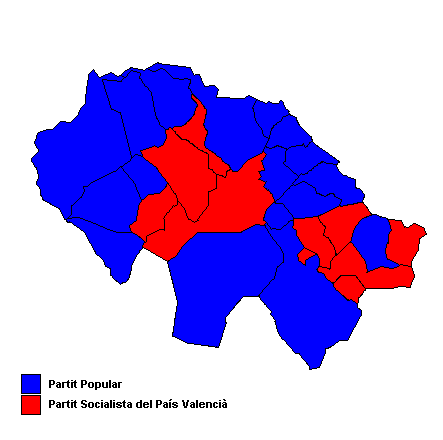
Partits polítics més votats per municipi al 2007 a l'Alt Palància

Resum Eleccions Municipals 2007 a l'Alt Palància
| Candidatures | Candidatures                                    | Reg. 2007 | % Vot 2007 | Cons. 2007 | Reg. 2003 | % Vot 2003 | Cons. 2003 |
| ------------ | ----------------------------------------------- | --------- | ---------- | ---------- | --------- | ---------- | ---------- |
|              | Partit Popular de la Comunitat Valenciana (PP)  | 105       | 51,16      | 17         | 96        | 49,34      | 16         |
|              | Partit Socialista del País Valencià (PSPV-PSOE) | 72        | 38,89      | 10         | 70        | 40,66      | 10         |
|              | Acción Republicana Democrática Española (ARDE)  | 2         | 4,14       | 0          | -         | -          | -          |
|              | Altres                                          | 2         | 4,14       | 0          | 10        | 4,19       | 1          |
|              | Esquerra Unida-Acord (ACORD)                    | 1         | 1,04       | 0          | 2         | 1,36       |            |
|              | Partit Socialdemòcrata (PSD)                    | 1         | 0,70       | 0          |           |            |            |

Sogorb - 13 regidors (majoria absoluta: 7)
| Candidatures | Candidatures                                     | % Vot 2007 | Reg. 2007 | % Vot 2003 | Reg. 2003 |
| ------------ | ------------------------------------------------ | ---------- | --------- | ---------- | --------- |
|              | Partit Popular de la Comunitat Valenciana (PPCV) | 58,22      | 7         | 58,97      | 8         |
|              | Partit Socialista del País Valencià (PSPV-PSOE)  | 25,66      | 3         | 28,77      | 4         |
|              | Acción Republicana Democrática Española (ARDE)   | 11,40      | 1         | 1,78       | -         |
|              | Partido Republicano (PR)                         | -          | -         | 12,26      | 1         |
|              | Altres                                           | 4,71       | -         | -          | -         |
|              | En blanc                                         | 1,7        | -         | 1,8        | -         |

#### La Foia de Bunyol

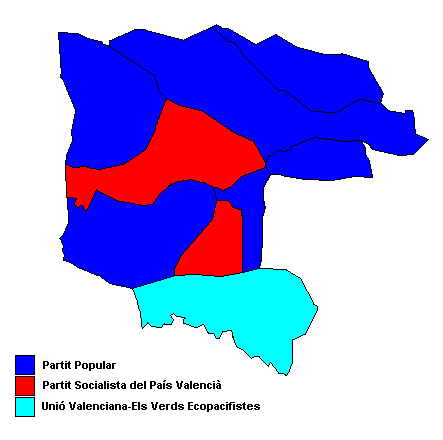
Partits polítics més votats per municipi al 2007 a la Foia de Bunyol

Resum Eleccions Municipals 2007 a la Foia de Bunyol
| Candidatures | Candidatures                                       | Reg. 2007 | % Vot 2007 | Cons. 2007 | Reg. 2003 | % Vot 2003 | Cons. 2003 |
| ------------ | -------------------------------------------------- | --------- | ---------- | ---------- | --------- | ---------- | ---------- |
|              | Partit Popular de la Comunitat Valenciana (PP)     | 51        | 45,33      | 6          | 45        | 37,62      | 5          |
|              | Partit Socialista del País Valencià (PSPV-PSOE)    | 35        | 33,94      | 2          | 33        | 37,00      | 4          |
|              | Esquerra Unida-Acord (ACORD)                       | 7         | 12,00      | 0          | 8         | 12,31      | 0          |
|              | Altres                                             | 2         | 4,90       | 0          | 3         | 5,21       | 0          |
|              | Unió Valenciana - Els Verds Ecopacifistes (UV-LVE) | 4         | 1,12       | 1          | 4         | 2,59       | 0          |

Xiva - 17 regidors (majoria absoluta: 9)
| Candidatures | Candidatures | % Vot 2007 | Reg. 2007 | % Vot 2003 | Reg. 2003 |
| ------------ | --- | ---------- | --------- | ---------- | --------- |
|              | Partit Popular de la Comunitat Valenciana (PPCV)                                                                    | 55,96      | 11        | 36,88      | 7         |
|              | Partit Socialista del País Valencià (PSPV-PSOE)                                                                     | 20,49      | 4         | 33,39      | 6         |
|              | Esquerra Unida del País Valencià - Izquierda Republicana: Acord Municipal d'Esquerres i Ecologista (EUPV-IR: ACORD) | 9,45       | 1         | 7,98       | 1         |
|              | Plataforma Cívica de Urbanizaciones del Término de Chiva- Organización Independiente (P.C.U.)                       | 7,81       | 1         | 9,65       | 2         |
|              | Els Verds del País Valencià (EVPV)                                                                                  | -          | -         | 9,45       | 1         |
|              | Altres | 6,27       | -         | 2,65       | -         |
|              | En blanc | 1,5        | -         | 1,7        | -         |

#### La Plana d'Utiel

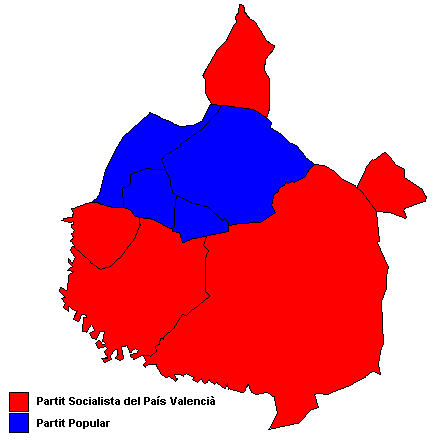
Partits polítics més votats per municipi al 2007 a la Plana d'Utiel

Resum Eleccions Municipals 2007 a la Plana d'Utiel
| Candidatures | Candidatures                                    | Reg. 2007 | % Vot 2007 | Cons. 2007 | Reg. 2003 | % Vot 2003 | Cons. 2003 |
| ------------ | ----------------------------------------------- | --------- | ---------- | ---------- | --------- | ---------- | ---------- |
|              | Partit Socialista del País Valencià (PSPV-PSOE) | 44        | 44,89      | 5          | 43        | 43,76      | 5          |
|              | Partit Popular de la Comunitat Valenciana (PP)  | 43        | 43,82      | 3          | 40        | 41,48      | 4          |
|              | Esquerra Unida-Acord (ACORD)                    | 2         | 4,22       | 1          | 2         | 4,66       | 0          |
|              | Utiel Siglo XXI (UTIEL S.XXI)                   | 2         | 3,92       | 0          | 2         | 4,82       | 0          |
|              | Organització Independent Valenciana (OIV)       | 4         | 1,12       | 1          | 2         | 5,28       | 0          |

Requena - 21 regidors (majoria absoluta: 11)
| Candidatures | Candidatures                                     | % Vot 2007 | Reg. 2007 | % Vot 2003 | Reg. 2003 |
| ------------ | ------------------------------------------------ | ---------- | --------- | ---------- | --------- |
|              | Partit Socialista del País Valencià (PSPV-PSOE)  | 47,17      | 11        | 42,76      | 8         |
|              | Partit Popular de la Comunitat Valenciana (PPCV) | 43,64      | 10        | 41,04      | 7         |
|              | Organització Independent Valenciana (OIV)        | -          | -         | 11,23      | 2         |
|              | Altres                                           | 9,18       | -         | 4,97       | -         |
|              | En blanc                                         | 2,4        | -         | 2,0        | -         |

#### El Racó d'Ademús

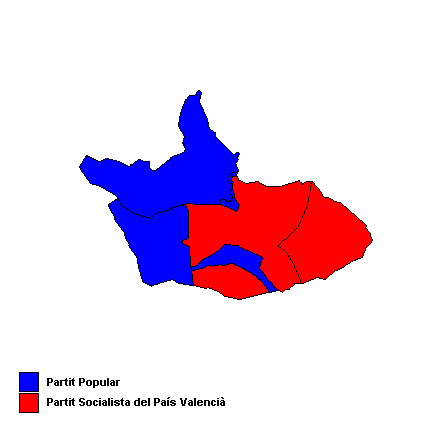
Partits polítics més votats per municipi al 2007 al Racó d'Ademús

Resum Eleccions Municipals 2007 al Racó d'Ademús
| Candidatures | Candidatures                                    | Reg. 2007 | % Vot 2007 | Cons. 2007 | Reg. 2003 | % Vot 2003 | Cons. 2003 |
| ------------ | ----------------------------------------------- | --------- | ---------- | ---------- | --------- | ---------- | ---------- |
|              | Partit Popular de la Comunitat Valenciana (PP)  | 22        | 52,01      | 4          | 25        | 50,43      | 6          |
|              | Partit Socialista del País Valencià (PSPV-PSOE) | 17        | 47,94      | 3          | 12        | 41,57      | 1          |

Ademús - 9 regidors (majoria absoluta: 5)
| Candidatures | Candidatures                                     | % Vot 2007 | Reg. 2007 | % Vot 2003 | Reg. 2003 |
| ------------ | ------------------------------------------------ | ---------- | --------- | ---------- | --------- |
|              | Partit Socialista del País Valencià (PSPV-PSOE)  | 53,88      | 5         | 53,28      | 5         |
|              | Partit Popular de la Comunitat Valenciana (PPCV) | 46,12      | 4         | 46,72      | 4         |
|              | En blanc                                         | 1,2        | -         | 0,1        | -         |

#### Els Serrans

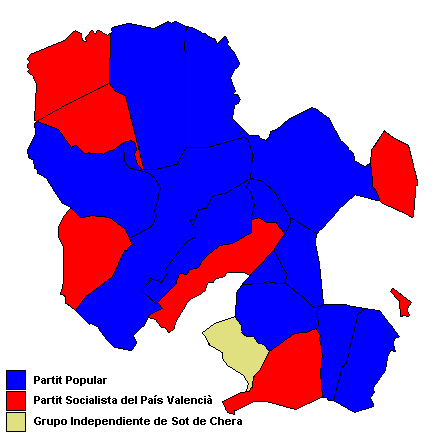
Partits polítics més votats per municipi al 2007 als Serrans

Resum Eleccions Municipals 2007 als Serrans
| Candidatures | Candidatures                                    | Reg. 2007 | % Vot 2007 | Cons. 2007 | Reg. 2003 | % Vot 2003 | Cons. 2003 |
| ------------ | ----------------------------------------------- | --------- | ---------- | ---------- | --------- | ---------- | ---------- |
|              | Partit Popular de la Comunitat Valenciana (PP)  | 73        | 50,99      | 9          | 80        | 51,68      | 11         |
|              | Partit Socialista del País Valencià (PSPV-PSOE) | 58        | 37,46      | 7          | 54        | 38,96      | 6          |
|              | Altres                                          | 7         | 5,63       | 2          | 5         | 1,63       | 1          |
|              | Esquerra Unida-Acord (ACORD)                    | 3         | 5,43       | 1          | 4         | 6,45       | 1          |

Xelva - 9 regidors (majoria absoluta: 5)
| Candidatures | Candidatures                                                 | % Vot 2007 | Reg. 2007 | % Vot 2003 | Reg. 2003 |
| ------------ | ------------------------------------------------------------ | ---------- | --------- | ---------- | --------- |
|              | Partit Popular de la Comunitat Valenciana (PPCV)             | 39,93      | 4         | 60,30      | 7         |
|              | Partit Socialista del País Valencià (PSPV-PSOE)              | 37,91      | 3         | 39,70      | 4         |
|              | Agrupación de Electores Lista Independiente de Chelva (LICH) | 21,66      | 2         | -          | -         |
|              | Altres                                                       | 0,51       | -         | -          | -         |
|              | En blanc                                                     | 0,6        | -         | 2,2        | -         |

#### La Vall de Cofrents

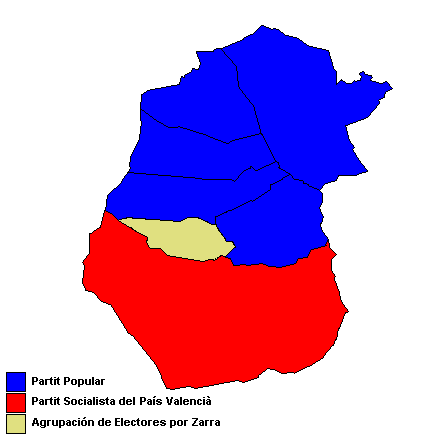
Partits polítics més votats per municipi al 2007 a la Vall de Cofrents

Resum Eleccions Municipals 2007 a la Vall de Cofrents
| Candidatures | Candidatures                                    | Reg. 2007 | % Vot 2007 | Cons. 2007 | Reg. 2003 | % Vot 2003 | Cons. 2003 |
| ------------ | ----------------------------------------------- | --------- | ---------- | ---------- | --------- | ---------- | ---------- |
|              | Partit Popular de la Comunitat Valenciana (PP)  | 29        | 46,84      | 5          | 30        | 51,08      | 5          |
|              | Partit Socialista del País Valencià (PSPV-PSOE) | 18        | 39,80      | 1          | 26        | 42,24      | 2          |
|              | Altres                                          | 9         | 10,05      | 1          | -         | -          | -          |
|              | Esquerra Unida-Acord (ACORD)                    | 1         | 3,31       | 0          | 1         | 4,64       | 0          |

Aiora - 13 regidors (majoria absoluta: 7)
| Candidatures | Candidatures | % Vot 2007 | Reg. 2007 | % Vot 2003 | Reg. 2003 |
| ------------ | --- | ---------- | --------- | ---------- | --------- |
|              | Partit Socialista del País Valencià (PSPV-PSOE)                                                                                       | 48,89      | 6         | 41,97      | 6         |
|              | Partit Popular de la Comunitat Valenciana (PPCV)                                                                                      | 44,06      | 6         | 48,54      | 6         |
|              | Esquerra Unida del País Valencià - Els Verds - Izquierda Republicana: Acord Municipal d'Esquerres i Ecologista (EUPV-VERDS-IR: ACORD) | 7,05       | 1         | 9,49       | 1         |
|              | En blanc | 1,7        | -         | 1,6        | -         |

### Comarques del Túria-Xúquer

#### L'Horta Nord

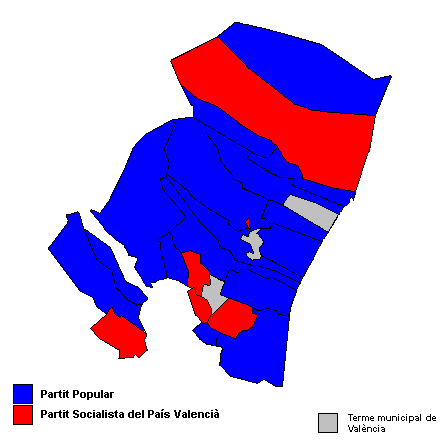
Partits polítics més votats per municipi al 2007 a l'Horta Nord

Resum Eleccions Municipals 2007 a l'Horta Nord
| Candidatures | Candidatures                                       | Reg. 2007 | % Vot 2007 | Cons. 2007 | Reg. 2003 | % Vot 2003 | Cons. 2003 |
| ------------ | -------------------------------------------------- | --------- | ---------- | ---------- | --------- | ---------- | ---------- |
|              | Partit Popular de la Comunitat Valenciana (PP)     | 147       | 43,51      | 14         | 124       | 38,02      | 10         |
|              | Partit Socialista del País Valencià (PSPV-PSOE)    | 111       | 33,54      | 8          | 111       | 35,64      | 8          |
|              | Bloc Nacionalista Valencià (BLOC)                  | 18        | 7,39       | 0          | 24        | 9,58       | 2          |
|              | Esquerra Unida-Acord (ACORD)                       | 7         | 5,10       | 1          | 12        | 6,88       |            |
|              | Compromís pel País Valencià (COMPROMÍS)            | 8         | 2,71       | 0          | -         | -          | -          |
|              | Altres                                             | 5         | 2,49       | 0          | 3         | 1,04       | 0          |
|              | Coalició Valenciana (CVa)                          | 2         | 2,49       | 0          | -         | -          | -          |
|              | Unió Valenciana - Els Verds Ecopacifistes (UV-LVE) | 2         | 2,46       | 0          | 13        | 7,01       | 1          |
|              | Units per València (UxV)                           | 2         | 0,44       | 0          | -         | -          | -          |

Puçol - 17 regidors (majoria absoluta: 9)
| Candidatures | Candidatures | % Vot 2007 | Reg. 2007 | % Vot 2003 | Reg. 2003 |
| ------------ | --- | ---------- | --------- | ---------- | --------- |
|              | Partit Popular de la Comunitat Valenciana (PPCV)                                                                    | 36,93      | 7         | 32,64      | 6         |
|              | Partit Socialista del País Valencià (PSPV-PSOE)                                                                     | 34,72      | 6         | 44,81      | 8         |
|              | Esquerra Unida - Els Verds - Izquierda Republicana: Acord Municipal d'Esquerres i Ecologista (EUPV-VERDS-IR: ACORD) | 16,26      | 3         | 9,25       | 1         |
|              | Partido Valenciano de Las Urbanizaciones (PAVALUR)                                                                  | 6,45       | 1         | -          | -         |
|              | Bloc Nacionalista Valencià (BNV)                                                                                    | 4,63       | -         | 5,96       | 1         |
|              | Unió Valenciana (UV)                                                                                                | -          | -         | 7,34       | 1         |
|              | Altres | 1,01       | -         | -          | -         |
|              | En blanc | 2,0        | -         | 1,2        | -         |

#### L'Horta Sud

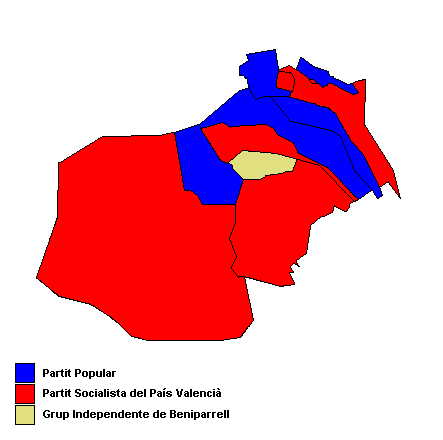
Partits polítics més votats per municipi al 2007 a l'Horta Sud

Resum Eleccions Municipals 2007 a l'Horta Sud
| Candidatures | Candidatures                                       | Reg. 2007 | % Vot 2007 | Cons. 2007 | Reg. 2003 | % Vot 2003 | Cons. 2003 |
| ------------ | -------------------------------------------------- | --------- | ---------- | ---------- | --------- | ---------- | ---------- |
|              | Partit Socialista del País Valencià (PSPV-PSOE)    | 81        | 40,67      | 6          | 85        | 42,39      | 7          |
|              | Partit Popular de la Comunitat Valenciana (PP)     | 82        | 40,07      | 5          | 66        | 34,81      | 3          |
|              | Esquerra Unida-Acord (ACORD)                       | 6         | 4,77       | 0          | 13        | 7,69       | 0          |
|              | Unió Valenciana - Els Verds Ecopacifistes (UV-LVE) | 2         | 3,54       | 0          | 15        | 8,87       | 1          |
|              | Bloc Nacionalista Valencià (BLOC)                  | 3         | 3,14       | 0          | 3         | 4,59       | 1          |
|              | Compromís pel País Valencià (COMPROMÍS)            | 3         | 2,01       | 0          | -         | -          | -          |
|              | Coalició Valenciana (CVa)                          | 1         | 1,85       | 0          | -         | -          | -          |
|              | España 2000 (E-2000)                               | 1         | 0,88       | 0          | 0         | 0,05       | 0          |
|              | Els Verds del País Valencià (EVPV)                 | 1         | 0,59       | 0          | -         | -          | -          |
|              | Grup Independent de Beniparrell                    | 4         | 0,46       | 1          | 2         | 0,26       | 0          |

Catarroja - 21 regidors (majoria absoluta: 11)
| Candidatures | Candidatures | % Vot 2007 | Reg. 2007 | % Vot 2003 | Reg. 2003 |
| ------------ | --- | ---------- | --------- | ---------- | --------- |
|              | Partit Popular de la Comunitat Valenciana (PPCV)                                                                    | 42,73      | 10        | 43,73      | 10        |
|              | Partit Socialista del País Valencià (PSPV-PSOE)                                                                     | 37,76      | 8         | 30,40      | 7         |
|              | Esquerra Unida - Els Verds - Izquierda Republicana: Acord Municipal d'Esquerres i Ecologista (EUPV-VERDS-IR: ACORD) | 6,06       | 1         | 5,16       | 1         |
|              | Bloc Nacionalista Valencià - Els Verds Esquerra Ecologista del País Valencià (BNV-VERDS)                            | 5,42       | 1         | 6,30       | 1         |
|              | Unió Valenciana - Los Verdes Ecopacifistas (UV-LVE)                                                                 | 5,14       | 1         | 10,62      | 2         |
|              | Altres | 2,9        | -         | 3,78       | -         |
|              | En blanc | 2,5        | -         | 1,4        | -         |

#### L'Horta Oest

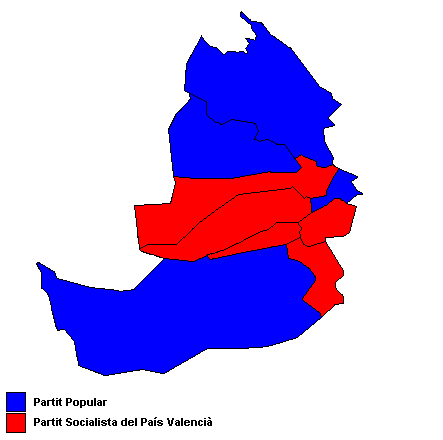
Partits polítics més votats per municipi al 2007 a l'Horta Oest

Resum Eleccions Municipals 2007 a l'Horta Sud
| Candidatures | Candidatures                                    | Reg. 2007 | % Vot 2007 | Cons. 2007 | Reg. 2003 | % Vot 2003 | Cons. 2003 |
| ------------ | ----------------------------------------------- | --------- | ---------- | ---------- | --------- | ---------- | ---------- |
|              | Partit Popular de la Comunitat Valenciana (PP)  | 92        | 44,99      | 4          | 71        | 35,37      | 2          |
|              | Partit Socialista del País Valencià (PSPV-PSOE) | 91        | 41,63      | 5          | 101       | 48,60      | 7          |
|              | Esquerra Unida-Acord (ACORD)                    | 5         | 4,00       | 0          | 9         | 6,58       | 0          |
|              | Compromís pel País Valencià (COMPROMÍS)         | 4         | 3,02       | 0          |           |            | -          |
|              | Bloc Nacionalista Valencià (BLOC)               | 1         | 1,83       | 0          | 1         | 3,39       | 0          |

Torrent (Horta Oest) - 25 regidors (majoria absoluta: 13)
| Candidatures | Candidatures | % Vot 2007 | Reg. 2007 | % Vot 2003 | Reg. 2003 |
| ------------ | --- | ---------- | --------- | ---------- | --------- |
|              | Partit Popular de la Comunitat Valenciana (PPCV)                                                                     | 44,32      | 13        | 29,53      | 8         |
|              | Partit Socialista del País Valencià (PSPV-PSOE)                                                                      | 40,42      | 11        | 56,45      | 15        |
|              | Bloc Nacionalista Valencià - Els Verds Esquerra Ecologista del País Valencià- Plataforma per l'Hospital (BLOC-VERDS) | 5,38       | 1         | 5,13       | 1         |
|              | Unió Valenciana (UV)                                                                                                 | 3,79       | -         | 5,27       | 1         |
|              | Altres | 6,09       | -         | 3,62       | -         |
|              | En blanc | 1,2        | -         | 1,2        | -         |

#### La Ribera Alta

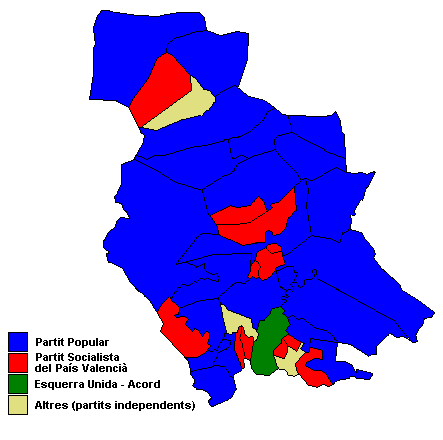
Partits polítics més votats per municipi al 2007 a la Ribera Alta

Resum Eleccions Municipals 2007 a la Ribera Alta
| Candidatures | Candidatures                                       | Reg. 2007 | % Vot 2007 | Cons. 2007 | Reg. 2003 | % Vot 2003 | Cons. 2003 |
| ------------ | -------------------------------------------------- | --------- | ---------- | ---------- | --------- | ---------- | ---------- |
|              | Partit Popular de la Comunitat Valenciana (PP)     | 193       | 47,65      | 20         | 164       | 38,75      | 19         |
|              | Partit Socialista del País Valencià (PSPV-PSOE)    | 134       | 27,59      | 10         | 137       | 31,53      | 10         |
|              | Bloc Nacionalista Valencià (BLOC)                  | 21        | 6,66       | 0          | 30        | 8,54       | 1          |
|              | Esquerra Unida-Acord (ACORD)                       | 18        | 5,87       | 1          | 13        | 5,45       | 1          |
|              | Partit Socialdemòcrata (PSD)                       | 4         | 3,02       | 0          | 3         | 2,76       | 0          |
|              | Altres                                             | 23        | 3,10       | 4          | 19        | 1,91       | 4          |
|              | Unió Valenciana - Els Verds Ecopacifistes (UV-LVE) | 5         | 2,12       | 0          | 14        | 4,88       | 0          |
|              | Coalició Valenciana (CVa)                          | 6         | 1,80       | 0          | -         | -          | -          |
|              | Compromís pel País Valencià (COMPROMÍS)            | 5         | 1,33       | 0          | -         | -          | -          |

Alzira - 21 regidors (majoria absoluta: 11)
| Candidatures | Candidatures                                                                  | % Vot 2007 | Reg. 2007 | % Vot 2003 | Reg. 2003 |
| ------------ | ----------------------------------------------------------------------------- | ---------- | --------- | ---------- | --------- |
|              | Partit Popular de la Comunitat Valenciana (PPCV)                              | 53,41      | 13        | 34,72      | 9         |
|              | Partit Socialista del País Valencià (PSPV-PSOE)                               | 20,06      | 5         | 30,66      | 7         |
|              | Partit Social Demòcrata - Partit Socialdemòcrata Independent C.V. (PSD-PSICV) | 10,79      | 2         | 15,18      | 3         |
|              | Bloc Nacionalista Valencià (BNV)                                              | 5,70       | 1         | 6,46       | 1         |
|              | Unió Valenciana (UV)                                                          | 2,14       | -         | 5,64       | 1         |
|              | Altres                                                                        | 7,90       | -         | 7,34       | -         |
|              | En blanc                                                                      | 1,1        | -         | 1,0        | -         |

#### La Ribera Baixa

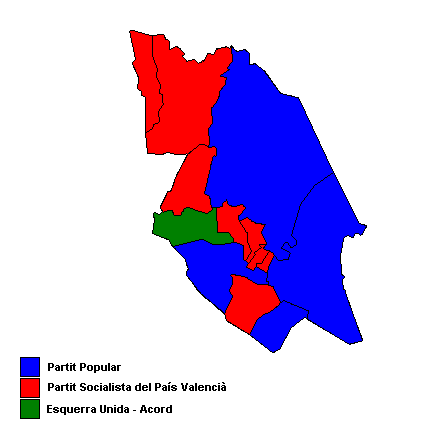
Partits polítics més votats per municipi al 2007 a la Ribera Baixa

Resum Eleccions Municipals 2007 a la Ribera Baixa
| Candidatures | Candidatures                                                           | Reg. 2007 | % Vot 2007 | Cons. 2007 | Reg. 2003 | % Vot 2003 | Cons. 2003 |
| ------------ | ---------------------------------------------------------------------- | --------- | ---------- | ---------- | --------- | ---------- | ---------- |
|              | Partit Popular de la Comunitat Valenciana (PP)                         | 54        | 38,30      | 3          | 43        | 32,38      | 3          |
|              | Partit Socialista del País Valencià (PSPV-PSOE)                        | 49        | 28,49      | 5          | 55        | 38,13      | 7          |
|              | Bloc Nacionalista Valencià (BLOC)                                      | 14        | 13,61      | 2          | 14        | 12,29      | 0          |
|              | Esquerra Unida-Acord (ACORD)                                           | 16        | 8,67       | 1          | 10        | 3,30       | 0          |
|              | Esquerra Republicana del País Valencià - Acord Municipal (ESQUERRA-AM) | 1         | 3,82       | 0          | 2         | 2,74       | 0          |
|              | Coalició Valenciana (CVa)                                              | 1         | 2,91       | 0          | -         | -          | -          |
|              | Unió Valenciana - Els Verds Ecopacifistes (UV-LVE)                     | 2         | 1,88       | 0          | 4         | 5,18       | 0          |
|              | Altres                                                                 | 2         | 1,20       | 2          | 2         | 1,30       | 0          |
|              | Compromís pel País Valencià (COMPROMÍS)                                | 1         | 0,47       | 0          | -         | -          | -          |

Sueca - 21 regidors (majoria absoluta: 11)
| Candidatures | Candidatures                                                                            | % Vot 2007 | Reg. 2007 | % Vot 2003 | Reg. 2003 |
| ------------ | --------------------------------------------------------------------------------------- | ---------- | --------- | ---------- | --------- |
|              | Partit Popular de la Comunitat Valenciana (PPCV)                                        | 34,03      | 8         | 30,00      | 7         |
|              | Bloc Nacionalista Valencià (BNV)                                                        | 21,62      | 5         | 13,73      | 3         |
|              | Partit Socialista del País Valencià (PSPV-PSOE)                                         | 18,62      | 4         | 33,87      | 8         |
|              | Esquerra Unida del País Valencià: Acord Municipal d'Esquerres i Ecologista (EUPV:ACORD) | 8,95       | 2         | 15,18      | 3         |
|              | Esquerra Republicana del País Valencià - Acord Municipal (ESQUERRA-AM)                  | 7,48       | 1         | 7,92       | 2         |
|              | Coalició Valenciana (CVa)                                                               | 6,28       | 1         | -          | -         |
|              | Partit Independents Perelló-Mareny (PIPM)                                               | -          | -         | 5,19       | 1         |
|              | Altres                                                                                  | 3,01       | -         | 9,28       | -         |
|              | En blanc                                                                                | 1,8        | -         | 1,9        | -         |

#### El Camp de Túria

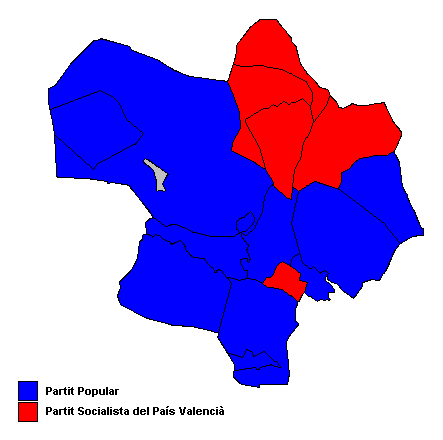
Partits polítics més votats per municipi al 2007 al Camp de Túria

Resum Eleccions Municipals 2007 al Camp de Túria
| Candidatures | Candidatures                                       | Reg. 2007 | % Vot 2007 | Cons. 2007 | Reg. 2003 | % Vot 2003 | Cons. 2003 |
| ------------ | -------------------------------------------------- | --------- | ---------- | ---------- | --------- | ---------- | ---------- |
|              | Partit Popular de la Comunitat Valenciana (PP)     | 112       | 48,78      | 11         | 93        | 44,19      | 9          |
|              | Partit Socialista del País Valencià (PSPV-PSOE)    | 67        | 29,99      | 5          | 67        | 29,65      | 7          |
|              | Esquerra Unida-Acord (ACORD)                       | 12        | 6,54       | 0          | 7         | 6,10       | 0          |
|              | Altres                                             | 5         | 3,93       | 0          | 6         | 4,49       | 0          |
|              | Unió Valenciana - Els Verds Ecopacifistes (UV-LVE) | 6         | 2,85       | 0          | 13        | 7,54       | 0          |
|              | Bloc Nacionalista Valencià (BLOC)                  | 2         | 2,40       | 0          | 4         | 4,79       | 0          |
|              | Compromís pel País Valencià (COMPROMÍS)            | 2         | 2,09       | 0          | -         | -          | -          |
|              | Coalició Valenciana (CVa)                          | 1         | 1,84       | 0          | -         | -          | -          |
|              | Organització Independent Valenciana (OIV)          | 1         | 1,09       | 0          | 1         | 1,02       | 0          |

Llíria - 21 regidors (majoria absoluta: 11)
| Candidatures | Candidatures | % Vot 2007 | Reg. 2007 | % Vot 2003 | Reg. 2003 |
| ------------ | --- | ---------- | --------- | ---------- | --------- |
|              | Partit Popular de la Comunitat Valenciana (PPCV)                                                                    | 50,33      | 11        | 43,78      | 8         |
|              | Partit Socialista del País Valencià (PSPV-PSOE)                                                                     | 29,60      | 7         | 25,81      | 5         |
|              | Esquerra Unida - Els Verds - Izquierda Republicana: Acord Municipal d'Esquerres i Ecologista (EUPV-VERDS-IR: ACORD) | 13,08      | 3         | 14,55      | 2         |
|              | Bloc Nacionalista Valencià (BLOC)                                                                                   | -          | -         | 5,81       | 1         |
|              | Unión del Pueblo Edetano (UPED)                                                                                     | 3,17       | -         | 5,57       | 1         |
|              | Altres | 3,80       | -         | 4,48       | -         |
|              | En blanc | 1,4        | -         | 1,1        | -         |

#### El Camp de Morvedre

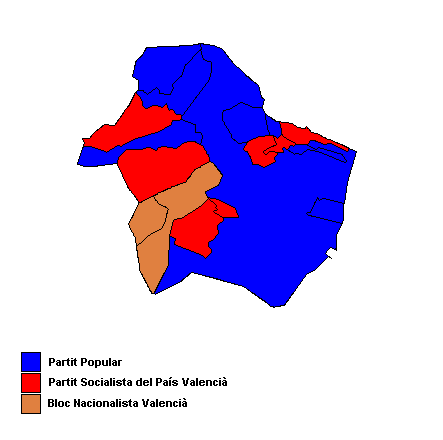
Partits polítics més votats per municipi al 2007 al Camp de Morvedre

Resum Eleccions Municipals 2007 al Camp de Morvedre
| Candidatures | Candidatures                                       | Reg. 2007 | % Vot 2007 | Cons. 2007 | Reg. 2003 | % Vot 2003 | Cons. 2003 |
| ------------ | -------------------------------------------------- | --------- | ---------- | ---------- | --------- | ---------- | ---------- |
|              | Partit Popular de la Comunitat Valenciana (PP)     | 58        | 34,35      | 5          | 57        | 30,60      | 6          |
|              | Partit Socialista del País Valencià (PSPV-PSOE)    | 64        | 30,33      | 8          | 66        | 32,14      | 8          |
|              | Altres                                             | 9         | 15,67      | 0          | 3         | 8,76       | 0          |
|              | Bloc Nacionalista Valencià (BLOC)                  | 12        | 9,84       | 2          | 8         | 7,22       | 1          |
|              | Esquerra Unida-Acord (ACORD)                       | 6         | 8,02       | 1          | 8         | 11,99      | 1          |
|              | Unió Valenciana - Els Verds Ecopacifistes (UV-LVE) | 1         | 0,22       | 0          | 3         | 3,05       | 0          |

Sagunt - 25 regidors (majoria absoluta: 13)
| Candidatures | Candidatures | % Vot 2007 | Reg. 2007 | % Vot 2003 | Reg. 2003 |
| ------------ | --- | ---------- | --------- | ---------- | --------- |
|              | Partit Popular de la Comunitat Valenciana (PPCV)                                                                    | 32,76      | 9         | 28,72      | 8         |
|              | Partit Socialista del País Valencià (PSPV-PSOE)                                                                     | 24,52      | 6         | 25,52      | 7         |
|              | Segregación Porteña (SP)                                                                                            | 21,64      | 6         | 12,37      | 3         |
|              | Bloc Nacionalista Valencià (BLOC)                                                                                   | 10,46      | 2         | 7,65       | 2         |
|              | Esquerra Unida - Els Verds - Izquierda Republicana: Acord Municipal d'Esquerres i Ecologista (EUPV-VERDS-IR: ACORD) | 9,12       | 2         | 14,22      | 4         |
|              | Centristas Sagunto&Puerto (CSP)                                                                                     | -          | -         | 6,34       | 1         |
|              | Altres | 0,49       | -         | 5,17       | -         |
|              | En blanc | 1,8        | -         | 1,5        | -         |

### Comarques Centrals

#### La Costera

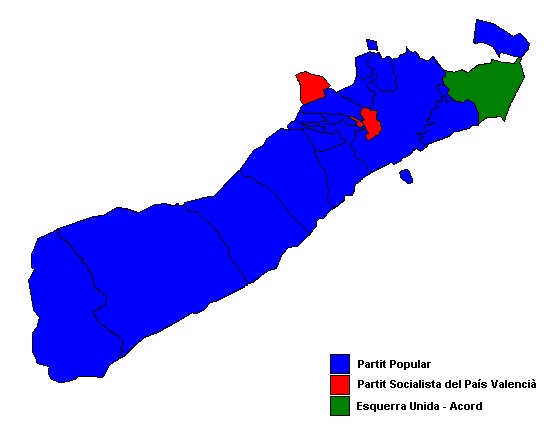
Partits polítics més votats per municipi al 2007 a la Costera

Resum Eleccions Municipals 2007 a la Costera
| Candidatures | Candidatures                                       | Reg. 2007 | % Vot 2007 | Cons. 2007 | Reg. 2003 | % Vot 2003 | Cons. 2003 |
| ------------ | -------------------------------------------------- | --------- | ---------- | ---------- | --------- | ---------- | ---------- |
|              | Partit Popular de la Comunitat Valenciana (PP)     | 91        | 47,62      | 14         | 91        | 45,86      | 14         |
|              | Partit Socialista del País Valencià (PSPV-PSOE)    | 65        | 32,30      | 4          | 56        | 31,28      | 2          |
|              | Bloc Nacionalista Valencià (BLOC)                  | 13        | 8,93       | 0          | 10        | 6,36       | 1          |
|              | Altres                                             | 7         | 5,74       | 0          | 12        | 8,44       | 1          |
|              | Esquerra Unida-Acord (ACORD)                       | 5         | 2,95       | 1          | 6         | 4,34       | 1          |
|              | Unió Valenciana - Els Verds Ecopacifistes (UV-LVE) | 2         | 0,34       | 0          | 2         | 1,82       | 0          |

Xàtiva - 21 regidors (majoria absoluta: 11)
| Candidatures | Candidatures | % Vot 2007 | Reg. 2007 | % Vot 2003 | Reg. 2003 |
| ------------ | --- | ---------- | --------- | ---------- | --------- |
|              | Partit Popular de la Comunitat Valenciana (PPCV)                                                                    | 51,18      | 12        | 53,22      | 12        |
|              | Partit Socialista del País Valencià (PSPV-PSOE)                                                                     | 30,12      | 7         | 31,61      | 7         |
|              | Bloc Nacionalista Valencià (BNV)                                                                                    | 10,58      | 2         | 5,71       | 1         |
|              | Esquerra Unida - Els Verds - Izquierda Republicana: Acord Municipal d'Esquerres i Ecologista (EUPV-VERDS-IR: ACORD) | 5,03       | -         | 5,89       | 1         |
|              | Altres | 3,10       | -         | 3,56       | -         |
|              | En blanc | 1,6        | -         | 1,5        | -         |

#### La Vall d'Albaida
Ontinyent - 21 regidors (majoria absoluta: 11)
| Candidatures | Candidatures | % Vot 2007 | Reg. 2007 | % Vot 2003 | Reg. 2003 |
| ------------ | --- | ---------- | --------- | ---------- | --------- |
|              | Partit Popular de la Comunitat Valenciana (PPCV)                                                                    | 44,78      | 11        | 46,25      | 10        |
|              | Partit Socialista del País Valencià (PSPV-PSOE)                                                                     | 36,02      | 9         | 23,31      | 5         |
|              | Bloc Nacionalista Valencià (BLOC)                                                                                   | 6,58       | 1         | 19,57      | 4         |
|              | Esquerra Unida - Els Verds - Izquierda Republicana: Acord Municipal d'Esquerres i Ecologista (EUPV-VERDS-IR: ACORD) | 4,66       | -         | 8,64       | 2         |
|              | Altres | 7,94       | -         | 2,23       | -         |
|              | En blanc | 2,3        | -         | 3,3        | -         |

#### La Safor
Gandia - 25 regidors (majoria absoluta: 13)
| Candidatures | Candidatures                                     | % Vot 2007 | Reg. 2007 | % Vot 2003 | Reg. 2003 |
| ------------ | ------------------------------------------------ | ---------- | --------- | ---------- | --------- |
|              | Partit Socialista del País Valencià (PSPV-PSOE)  | 41,34      | 12        | 38,23      | 10        |
|              | Partit Popular de la Comunitat Valenciana (PPCV) | 32,19      | 9         | 43,87      | 12        |
|              | Plataforma de Gandia (PdG)                       | 9,51       | 2         | -          | -         |
|              | Bloc Nacionalista Valencià (BLOC)                | 7,28       | 2         | 11,40      | 3         |
|              | Altres                                           | 7,28       | -         | 6,48       | -         |
|              | En blanc                                         | 1,1        | -         | 1,4        | -         |

#### La Marina Alta
Dénia - 21 regidors (majoria absoluta: 11)
| Candidatures | Candidatures                                                      | % Vot 2007 | Reg. 2007 | % Vot 2003 | Reg. 2003 |
| ------------ | ----------------------------------------------------------------- | ---------- | --------- | ---------- | --------- |
|              | Partit Socialista del País Valencià (PSPV-PSOE)                   | 35,60      | 9         | 31,83      | 7         |
|              | Partit Popular de la Comunitat Valenciana (PPCV)                  | 23,03      | 5         | 22,57      | 5         |
|              | Centre Unificat (CU)                                              | 10,98      | 2         | -          | -         |
|              | Bloc Nacionalista Valencià (BLOC)                                 | 9,80       | 2         | 19,57      | 4         |
|              | Coalició Independents-Gent de Denia, La Xara i Jesús Pobre (I-GD) | 8,47       | 2         | 19,85      | 4         |
|              | Partit Socialdemòcrata (PSD)                                      | 6,40       | 1         | 6,48       | -         |
|              | Els Verds - Esquerra Unida (VERDS-EU)                             | 4,90       | -         | 5,43       | 1         |
|              | Altres                                                            | 0,81       | -         | 0,75       | -         |
|              | En blanc                                                          | 1,3        | -         | 1,7        | -         |

#### La Marina Baixa
la Vila Joiosa - 21 regidors (majoria absoluta: 11)
| Candidatures | Candidatures                                                                                         | % Vot 2007 | Reg. 2007 | % Vot 2003 | Reg. 2003 |
| ------------ | --- | ---------- | --------- | ---------- | --------- |
|              | Partit Popular de la Comunitat Valenciana (PPCV)                                                     | 43,75      | 10        | 50,06      | 12        |
|              | Partit Socialista del País Valencià (PSPV-PSOE)                                                      | 33,81      | 7         | 30,92      | 7         |
|              | Iniciativa Independent (I.I.)                                                                        | 8,87       | 2         | 5,97       | 1         |
|              | Bloc Nacionalista Valencià - Els Verds Esquerra Ecologista del País Valencià (BLOC-VERDS)            | 6,99       | 1         | 8,17       | 1         |
|              | Esquerra Unida - Els Verds - Izquierda Republicana: Acord Municipal d'Esquerres i Ecologista (ACORD) | 6,58       | 1         | 4,89       | -         |
|              | En blanc                                                                                             | 1,3        | -         | 1,1        | -         |

#### El Comtat
Cocentaina - 17 regidors (majoria absoluta: 9)
| Candidatures | Candidatures | % Vot 2007 | Reg. 2007 | % Vot 2003 | Reg. 2003 |
| ------------ | --- | ---------- | --------- | ---------- | --------- |
|              | Partit Socialista del País Valencià (PSPV-PSOE)                                                                           | 44,12      | 8         | 44,50      | 8         |
|              | Partit Popular de la Comunitat Valenciana (PPCV)                                                                          | 39,84      | 7         | 41,15      | 7         |
|              | Esquerra Unida- Entesa per Cocentaina-Els Verds - Izquierda Republicana: Acord Municipal d'Esquerres i Ecologista (ACORD) | 8,19       | 1         | 8,14       | 1         |
|              | Bloc Nacionalista Valencià - Els Verds Esquerra Ecologista del País Valencià (BLOC-VERDS)                                 | 7,85       | 1         | 6,01       | 1         |
|              | Altres | -          | -         | 0,20       | -         |
|              | En blanc | 1,1        | -         | 1,0        | -         |

#### L'Alcoià
Alcoi - 25 regidors (majoria absoluta: 13)
| Candidatures | Candidatures | % Vot 2007 | Reg. 2007 | % Vot 2003 | Reg. 2003 |
| ------------ | --- | ---------- | --------- | ---------- | --------- |
|              | Partit Popular de la Comunitat Valenciana (PPCV)                                                                     | 50,72      | 13        | 47,66      | 13        |
|              | Partit Socialista del País Valencià (PSPV-PSOE)                                                                      | 33,18      | 9         | 29,47      | 8         |
|              | Bloc Nacionalista Valencià (BLOC)                                                                                    | 7,31       | 2         | 6,17       | 1         |
|              | Esquerra Unida- Entesa per Alcoi-Els Verds - Izquierda Republicana: Acord Municipal d'Esquerres i Ecologista (ACORD) | 7,14       | 1         | 12,51      | 3         |
|              | Altres | 1,65       | -         | 4,20       | -         |
|              | En blanc | 1,5        | -         | 1,6        | -         |

#### La Canal de Navarrés
Énguera - 13 regidors (majoria absoluta: 7)
| Candidatures | Candidatures                                     | % Vot 2007 | Reg. 2007 | % Vot 2003 | Reg. 2003 |
| ------------ | ------------------------------------------------ | ---------- | --------- | ---------- | --------- |
|              | Partit Popular de la Comunitat Valenciana (PPCV) | 57,76      | 8         | 49,80      | 7         |
|              | Partit Socialista del País Valencià (PSPV-PSOE)  | 42,24      | 5         | 43,51      | 6         |
|              | Altres                                           | -          | -         | 6,69       | -         |
|              | En blanc                                         | 1,2        | -         | 1,0        | -         |

### Comarques del Sud

#### L'Alt Vinalopó
Villena - 21 regidors (majoria absoluta: 11)
| Candidatures | Candidatures                                     | % Vot 2007 | Reg. 2007 | % Vot 2003 | Reg. 2003 |
| ------------ | ------------------------------------------------ | ---------- | --------- | ---------- | --------- |
|              | Partit Popular de la Comunitat Valenciana (PPCV) | 51,14      | 12        | 39,42      | 8         |
|              | Partit Socialista del País Valencià (PSPV-PSOE)  | 30,50      | 7         | 36,33      | 8         |
|              | Els Verds d'Europa (LVE)                         | 8,52       | 2         | -          | -         |
|              | Esquerra Unida - Els Verds (ENTESA)              | 2,77       | -         | 14,49      | 3         |
|              | Iniciativa Independent (I.I.)                    | 4,63       | -         | 8,90       | 2         |
|              | Altres                                           | 2,44       | -         | 0,86       | -         |
|              | En blanc                                         | 1,9        | -         | 2,3        | -         |

#### El Vinalopó Mitjà
Novelda - 21 regidors (majoria absoluta: 11)
| Candidatures | Candidatures                                                  | % Vot 2007 | Reg. 2007 | % Vot 2003 | Reg. 2003 |
| ------------ | ------------------------------------------------------------- | ---------- | --------- | ---------- | --------- |
|              | Partit Popular de la Comunitat Valenciana (PPCV)              | 45,35      | 10        | 42,51      | 11        |
|              | Partit Socialista del País Valencià (PSPV-PSOE)               | 36,04      | 8         | 34,70      | 8         |
|              | Bloc - EU de Novelda-Verds. Compromís per Novelda (COMPROMÍS) | 17,23      | 3         | -          | -         |
|              | Bloc Nacionalista Valencià - Esquerra Verda (BLOC-EV)         | -          | -         | 8,07       | 2         |
|              | Altres                                                        | 1,39       | -         | 14,73      | -         |
|              | En blanc                                                      | 2,3        | -         | 1,8        | -         |

#### El Baix Vinalopó
Elx - 27 regidors (majoria absoluta: 14)
| Candidatures | Candidatures | % Vot 2007 | Reg. 2007 | % Vot 2003 | Reg. 2003 |
| ------------ | --- | ---------- | --------- | ---------- | --------- |
|              | Partit Socialista del País Valencià (PSPV-PSOE)                                                                                       | 42,63      | 13        | 52,85      | 15        |
|              | Partit Popular de la Comunitat Valenciana (PPCV)                                                                                      | 42,52      | 13        | 37,22      | 11        |
|              | Esquerra Unida - Bloc per Elx-Els Verds-Izquierda Republicana - Compromís: Acord Municipal d'Esquerres i Ecologista (COMPROMÍS-ACORD) | 6,37       | 1         | -          | -         |
|              | Esquerra Unida - Els Verds+Esquerra Valenciana (ENTESA)                                                                               | -          | -         | 6,24       | 1         |
|              | Altres | 8,48       | -         | 3,68       | -         |
|              | En blanc | 1,4        | -         | 1,5        | -         |

#### L'Alacantí
Alacant - 29 regidors (majoria absoluta: 15)
| Candidatures | Candidatures | % Vot 2007 | Reg. 2007 | % Vot 2003 | Reg. 2003 |
| ------------ | --- | ---------- | --------- | ---------- | --------- |
|              | Partit Popular de la Comunitat Valenciana (PPCV)                                                                    | 44,90      | 15        | 48,82      | 14        |
|              | Partit Socialista del País Valencià (PSPV-PSOE)                                                                     | 42,03      | 14        | 39,14      | 12        |
|              | Esquerra Unida - Els Verds - Izquierda Republicana: Acord Municipal d'Esquerres i Ecologista (EUPV-VERDS-IR: ACORD) | 4,94       | -         | 6,50       | 1         |
|              | Altres | 8,11       | -         | 5,53       | -         |
|              | En blanc | 1,7        | -         | 2,1        | -         |

#### El Baix Segura
Oriola - 25 regidors (majoria absoluta: 13)
| Candidatures | Candidatures                                     | % Vot 2007 | Reg. 2007 | % Vot 2003 | Reg. 2003 |
| ------------ | ------------------------------------------------ | ---------- | --------- | ---------- | --------- |
|              | Partit Popular de la Comunitat Valenciana (PPCV) | 45,34      | 14        | 52,03      | 14        |
|              | Partit Socialista del País Valencià (PSPV-PSOE)  | 22,86      | 7         | 15,51      | 4         |
|              | Els Verds del País Valencià (LVPV)               | 9,16       | 3         | -          | -         |
|              | Centro Liberal Renovador (CLR)                   | 6,04       | 1         | -          | -         |
|              | Unió Valenciana - Unión Centro Liberal (UCL)     | -          | -         | 21,52      | 6         |
|              | Esquerra Verda - Bloc (IV-BlOC)                  | -          | -         | 5,96       | 1         |
|              | Altres                                           | 16,61      | -         | 4,99       | -         |
|              | En blanc                                         | 1,3        | -         | 1,5        | -         |

### València
València - 33 regidors (majoria absoluta: 17)
| Candidatures | Candidatures | % Vot 2007 | Reg. 2007 | % Vot 2003 | Reg. 2003 |
| ------------ | --- | ---------- | --------- | ---------- | --------- |
|              | Partit Popular de la Comunitat Valenciana (PPCV)                                                                    | 57,45      | 21        | 52,00      | 19        |
|              | Partit Socialista del País Valencià (PSPV-PSOE)                                                                     | 34,25      | 12        | 31,33      | 12        |
|              | Esquerra Unida - Els Verds - Izquierda Republicana: Acord Municipal d'Esquerres i Ecologista (EUPV-VERDS-IR: ACORD) | 4,84       | -         | 7,43       | 2         |
|              | Altres | 3,46       | -         | 9,22       | -         |
|              | En blanc | 1,4        | -         | 1,6        | -         |